# 师范教育
师范教育
又叫教师培训、教师教育、師資培育，是指使在職教师或師範生掌握教學時所需的知识、态度、行為和技能的教育，以便教師能在课堂、学校和社区中有效执行教學任务。从事培训未来教师（師範生）的专业人员被称为教师教育者或教师培训者。